# Titus County
Titus County är ett administrativt område i delstaten Texas, USA. År 2010 hade county 32 334 invånare. Den administrativa huvudorten (county seat) är Mount Pleasant. 

## Geografi
Enligt United States Census Bureau så har countyt en total area på 1 103 km². 1 064 av den arean är land och 39 km² är vatten.  

### Angränsande countyn
- Red River County - norr
- Morris County - öster
- Camp County - söder
- Franklin County - väster

## Städer och samhällen
- Miller's Cove
- Mount Pleasant
- Talco
- Winfield